# Sonata for accordion
De Sonate for accordion (Noors voor Sonate voor accordeon) is een compositie van Johan Kvandal.  Voor de gemiddelde liefhebber van klassieke muziek doet de titel Sonate voor accordeon enigszins vreemd aan. Men is veelal niet gewend het genoemde muziekinstrument in verband te brengen met “serieuze” muziek. Dat is Scandinavië anders. Daar wordt het instrument juist wel in aanraking gebracht met die “serieuze” muziek. Componisten uit het vakgebied Klassieke muziek worden regelmatig verzocht werken voor dat instrument te schrijven. De Fin Kalevi Aho componeerde bijvoorbeeld twee sonates, Arne Norheim componeerde verscheidene werken voor de accordeon. Kvandal zette één sonate voor accordeon op papier. Zoals wel vaker bij Kvandal is het geen sonate in de klassieke zin van het woord, want Kvandal schreef maar twee delen:
1. Ballade
2. Rondo.

De Noor Jon Faukstad nam de sonate op en brengt hem commercieel uit voor een Noors platenlabel. Waarschijnlijk is het werk voor hem geschreven.